# Prenois
Prenois is een gemeente in het Franse departement Côte-d'Or (regio Bourgogne-Franche-Comté) en telt 310 inwoners (1999). De plaats maakt deel uit van het arrondissement Dijon.

## Geografie
De oppervlakte van Prenois bedraagt 18,7 km², de bevolkingsdichtheid is 16,6 inwoners per km².
De onderstaande kaart toont de ligging van Prenois met de belangrijkste infrastructuur en aangrenzende gemeenten.

## Demografie
Onderstaande figuur toont het verloop van het inwonertal (bron: INSEE-tellingen).

## Sport
Het Circuit de Dijon-Prenois ligt in Prenois, er werden onder ander zes Formule 1 races gereden (vijfmaal de GP van Frankrijk en eenmaal de GP van Zwitserland).